# Países Bajos españoles
Se denomina Países Bajos españoles a los territorios de los actuales países de Países Bajos, Luxemburgo y sobre todo Bélgica, así como a pequeñas partes de las actuales Francia y Alemania fronterizas con estos, pertenecientes o gobernados por un monarca hispánico. Este período y el de la Casa de Austria se consideran dentro del periodo denominado Países Bajos de los Habsburgo.
Generalmente se suele fechar este período entre 1555, cuando el emperador Carlos V como duque de Borgoña cedió estos territorios a su hijo Felipe, entonces príncipe, y 1714 cuando tras el Tratado de Rastatt el emperador Carlos VI obtuvo el control de los Países Bajos. 
Hay que señalar que también se pone como inicio de este período la fecha de la independencia de las Provincias Unidas en 1581.

## Historia

### Reinado de Carlos I

Las diecisiete provincias de los Países Bajos, en tonos amarillentos y marrones, junto con algunos territorios vecinos (en tonos verdosos)

Felipe el Hermoso, con su matrimonio con la hija de los Reyes Católicos y futura reina Juana I, posibilitó la vinculación de los territorios borgoñones (incluyendo a los Países Bajos) con los españoles.
Con su sucesor, Carlos, futuro rey de España y emperador, se produjo la consolidación y organización de los distintos territorios de los Países Bajos dentro de la Monarquía Hispánica.
A nivel territorial, en 1521 conquistó la ciudad de Tournai, que se incorporó a Flandes, en 1523/1524 después de años de guerra, fue aceptado como señor de Frisia (tras comprar sus derechos al duque Jorge el Barbudo de Sajonia-Meissen en 1515), en 1526 tomó Lens, en 1528 compró el obispado de Utrecht (que incluía a Utrecht y Overijssel) por los tratados de Schoonhoven y Gorinchem, en 1536 conquistó Groninga con Ommelanden y Drente, y en 1543 se anexiona Cambrai y el ducado de Güeldres con Zutphen por el tratado de Venlo. En 1551 adquiría el Condado de Lingen (no se sumó a las Diecisiete Provincias) y tomaba Hesdin en 1553. Con ello llegó a dominar casi la totalidad de los territorios de la región de los Países Bajos, con las excepciones del Obispado de Lieja y la Abadía imperial de Stavelot-Malmedy.
A nivel institucional, el emperador Carlos V acordó en 1529 la Paz de Cambrai con el rey de Francia Francisco I, por la que el rey de Francia renunciaba a la soberanía sobre los condados de Flandes y Artois. Finalmente, estableció en 1549 en la Pragmática Sanción que los territorios de los Países Bajos formarían una entidad territorial indivisible, las Diecisiete Provincias, que se heredaría por el mismo monarca (señor de los Países Bajos: Heer der Nederlanden).
La denominación «señor de los Países Bajos» es una forma descriptiva de designar al soberano de los territorios de las Diecisiete Provincias, y que englobaba los títulos de duque de Brabante y Lotaringia, Limburgo, Luxemburgo y Güeldres, conde de Flandes, Artois, Henao, Holanda, Zelanda, Namur y Zutphen, margrave del Sacro Imperio Romano, señor de Frisia, Malinas, y de las ciudades, pueblos y tierras de Utrecht, Overijssel y Groninga.

### Reinado de Felipe II
El 25 de octubre de 1555, el emperador Carlos V renunció en su hijo Felipe la jefatura de la Orden del Toisón de Oro, el ducado de Borgoña y por tanto, los 17 territorios de los Países Bajos.
Dentro de la monarquía hispánica, los Países Bajos ofrecían una buena vitalidad económica, con una asentada clase mercantil. Así que los intentos de incrementar los impuestos para sufragar las guerras, la defensa de sus privilegios y la difusión del calvinismo crearon un foco de resistencia que condujo a la rebelión general en la zona contra la política española.

Unión de Utrecht y Unión de Arrás (1579).

En 1566, comenzó la rebelión en los Países Bajos, que daría lugar a la guerra de los Ochenta Años. El 5 de enero de 1579, los católicos formaron la Unión de Arras: provincias de Artois, Hainaut y parte de Flandes (Lille, Douai y Orchies). Los protestantes en contraposición constituyeron el 23 de enero la Unión de Utrecht: Holanda, Zelanda, Utrecht, Güeldres, Groninga, y posteriormente ciudades de Brabante y Flandes.
El 26 de julio de 1581, las provincias de Brabante, Güeldres, Zutphen, Holanda, Zelanda, Frisia, Malinas y Utrecht, anularon en los Estados Generales su vinculación con el rey de España Felipe II mediante el Acta de abjuración, y eligieron como soberano a Francisco de Anjou según lo establecido en el tratado de Plessis les Tours del año anterior.

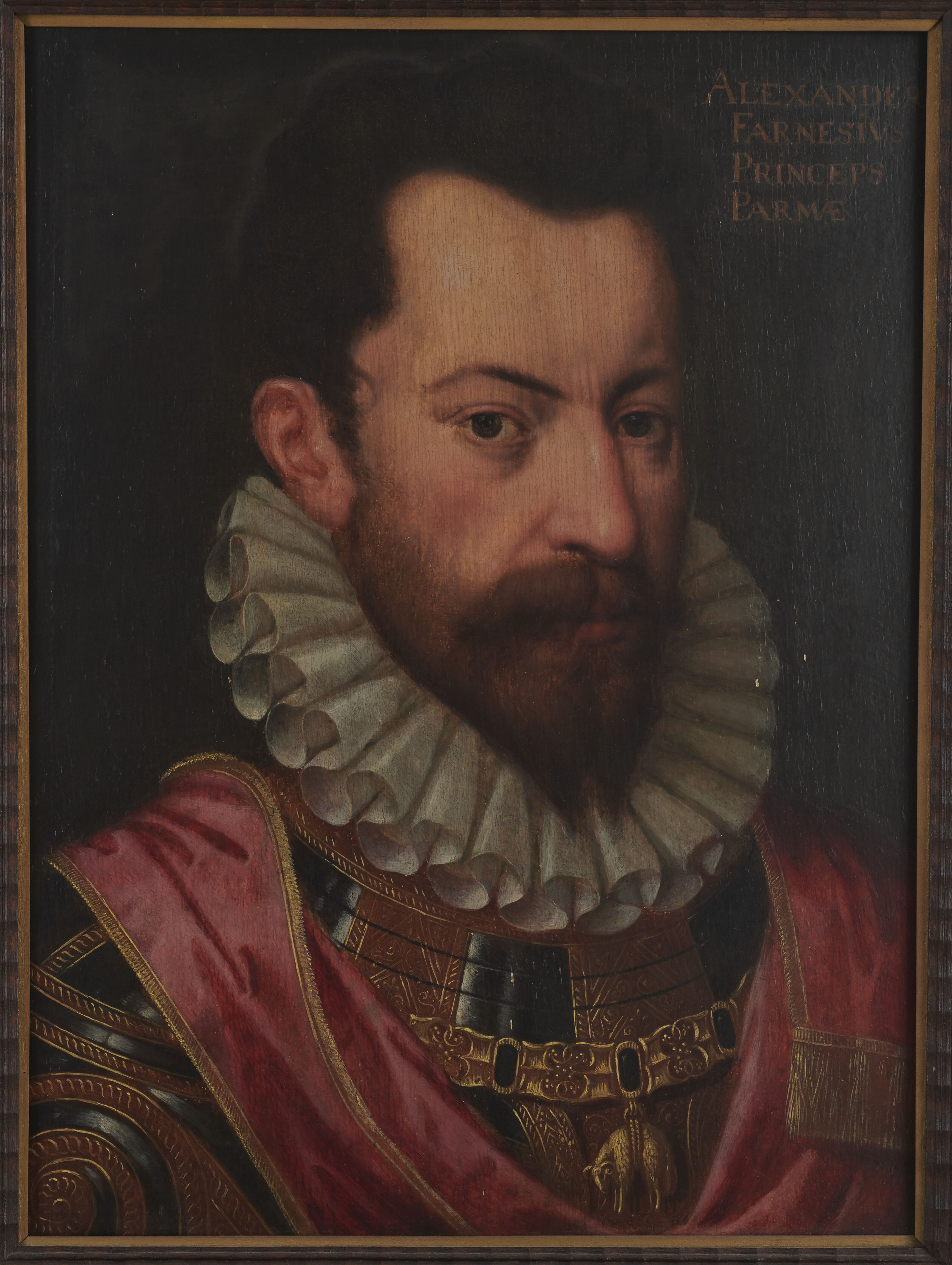
Retrato de Alejandro Farnesio, gobernador de los Países Bajos en nombre de Felipe II (1590).

Pero Felipe II no renunció a esos territorios, y el gobernador de los Países Bajos Alejandro Farnesio, inició la contraofensiva y recuperó a la obediencia del rey de España Felipe II gran parte del territorio, especialmente tras la batalla de Steenbergen y el asedio de Amberes, pero parte de ellos se volvieron a perder tras la campaña de Mauricio de Nassau (1590-1597).
Antes de la muerte del rey de España, el territorio de los Países Bajos, en teoría las diecisiete provincias, no pasó a su hijo Felipe III, sino conjuntamente a su yerno Alberto y a su hija Isabel Clara Eugenia, pues fue parte de la dote, junto con el Franco Condado de Borgoña en su boda con el archiduque Alberto por el Acta de Cesión del 6 de mayo de 1598, en un intento del rey de resolver el problema generado por la insurrección de los Países Bajos estableciendo una rama autóctona de los Habsburgo.

### Reinado de Isabel Clara Eugenia y Alberto
Mientras en España reina Felipe III, en los Países Bajos quedan como soberanos Isabel Clara Eugenia y Alberto. En este período se firman unos tratados de paz con Francia (1598) y con Inglaterra (1604) y el agotamiento por la guerra llevaron al establecimiento de la tregua de los doce años. 
En la práctica los territorios del norte formaban las Provincias Unidas: Holanda, Zelanda, Utrecht, Güeldres (con Zutphen), Overijssel (con Drente), Frisia y Groninga, además de los territorios de la Generalidad (partes de Brabante, Flandes y Limburgo). Y los territorios del sur bajo la soberanía de los Habsburgo formaron los Países Bajos españoles: Flandes, Artois, Henao, Namur, Luxemburgo, Brabante, Amberes, Malinas y Limburgo. Esto se reflejó en los Estados Generales, ya que en la parte norte se establecieron en La Haya y en la parte sur en Bruselas.
De esta manera, por el Acta de Abjuración de 1581 y la Tregua de los doce años de 1609 se formaron dos entidades políticas: al norte, las Provincias Unidas; al sur, los Países Bajos españoles.

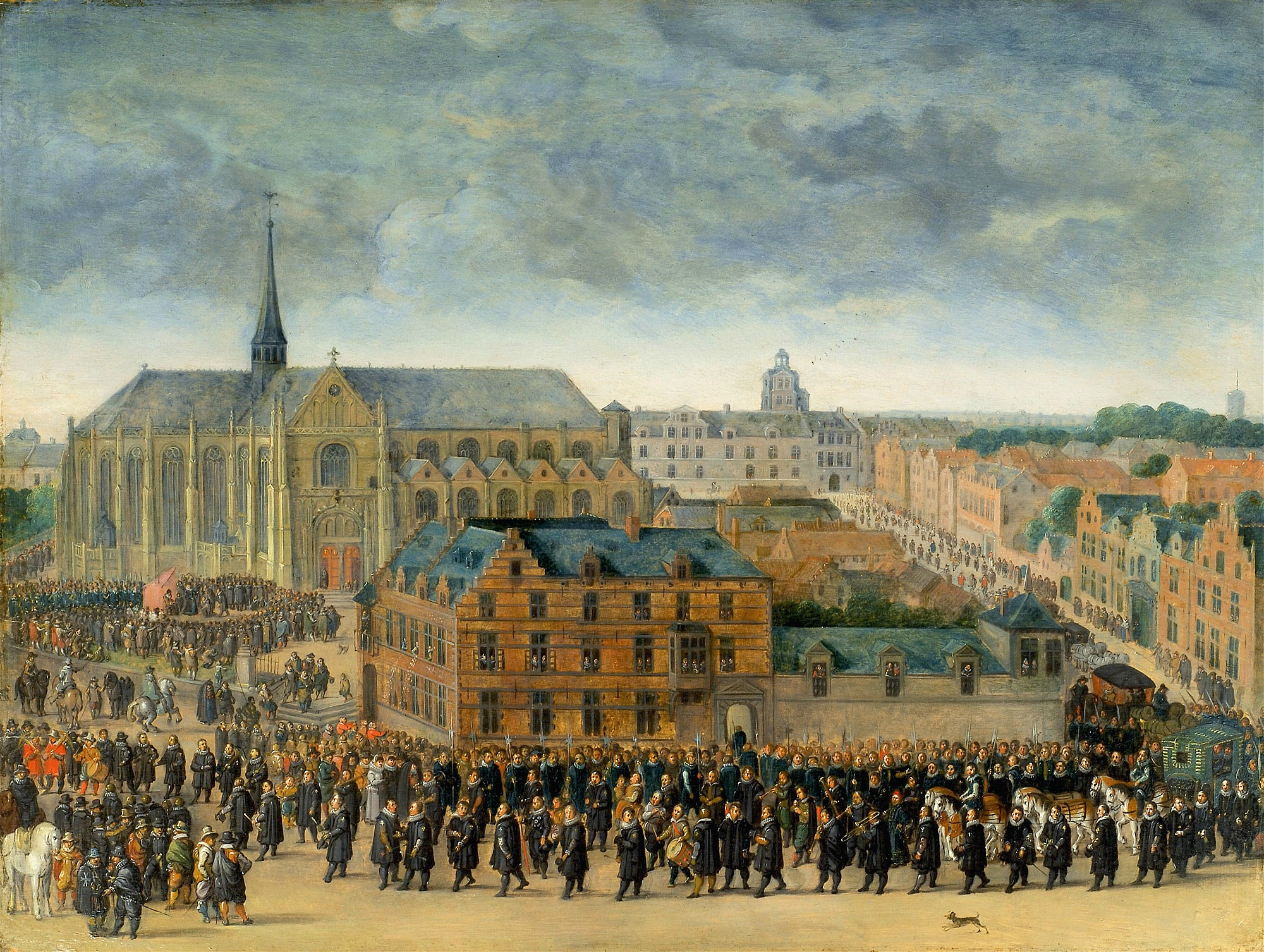
La infanta Isabela dispara al arrendajo del Grand Serment con una ballesta en el Sablon de Bruselas, una obra de Antoon Sallaert (1615).

Con la tregua con las provincias del norte, los archiduques Alberto e Isabel Clara Eugenia emprendieron una política de reparación y reorganización interna, protegiendo las artes, las ciencias, así como el comercio y la agricultura. Además su Edicto Perpetuo de 12 de julio de 1611 conforma el primer código legal belga. No obstante, aunque independientes, los Países Bajos permanecieron dentro de la esfera de influencia española.

### Reinado de Felipe IV
En 1621, murió el archiduque Alberto sin haber tenido descendencia, y por el Acta de Cesión de 1598, la pretendida soberanía sobre las 17 provincias (de hecho la parte sur solamente), volvió al rey de España y sobrino de Isabel Clara Eugenia, Felipe IV, lo que coincidió con el final de la tregua y el comienzo de la guerra de los Treinta Años.
Finalmente, tras una guerra infructuosa, el 30 de enero de 1648, en el tratado de Münster, España reconoció la total independencia de la República de las Provincias Unidas y el rey eliminó de su intitulación los títulos de conde de Holanda, Zelanda y Zutphen, señor de Frisia y de las ciudades, pueblos y tierras de Utrecht, Overijssel y Groninga.
Una vez acabadas las guerras entre las Provincias Unidas y los Países Bajos españoles, ambos territorios se aliaron en contra de la política expansionista del rey de Francia Luis XIV:
- En el Tratado de los Pirineos (1659), que finalizó la guerra de los Treinta Años con Francia (iniciada en 1635), se cedieron el condado de Artois (salvo Aire y Saint-Omer) y partes de Flandes (Bourbourg, Gravelinas, Saint-Venant), Luxemburgo (Damvillers, Montmédy, Thionville) y Henao (Avesnes-sur-Helpe, Landrecies, Le Quesnoy).

### Reinado de Carlos II
- En el Tratado de Aquisgrán (1668), que finalizó la guerra de Devolución (1667-1668), se perdieron plazas fuertes del Flandes francés (Lille, Bergues, Furnes, Armentières, Courtrai, Douai, Menen, Orchies, Oudenaarde, Charleroi y Binche).
- En el Tratado de Nimega (19 de septiembre de 1678), que finalizó la guerra franco-holandesa (1672-1678) se cedieron plazas en los Países Bajos (Saint-Omer, Aire-sur-la-Lys, Arques, Clairmarais, Cassel, Bailleul, Ypres, Wervik, Warneton, Cambrai, Bouchain, Condé-sur-l'Escaut, Bavay).
- En la tregua de Ratisbona (15 de agosto de 1684), que interrumpió la guerra de las Reuniones motivada por las Cámaras de Reunión,[16] se perdió Luxemburgo tras una guerra de varios meses.[17]
- Por el Tratado de Rijswijk (20 de septiembre de 1697), que concluyó la guerra de los Nueve Años, se recuperaron parte de los territorios perdidos tras los anteriores tratados, como las plazas de Binche, Courtrai, Chimay, Charleroi, Luxemburgo, Mons, Morlanwelz, Oudennarde, Poperinge e Ypres. Debido a que el monarca francés tenía interés en que su familia heredase todos los territorios de la Corona española.

### Consecuencias
A la muerte del rey de España Carlos II, el rey de Francia Luis XIV proclamó a su nieto como Felipe V, de acuerdo con el testamento del rey difunto; pero su política expansiva provocó el temor en Europa y se originó la guerra de sucesión española, y gran parte de los Países Bajos fueron conquistados por las fuerzas de la Gran Alianza de La Haya a partir de su victoria, el 23 de mayo de 1706, en la batalla de Ramillies. Resistiendo Namur, Mons hasta (20 de octubre de 1709) y Luxemburgo.
Dado que el elector de Baviera Maximiliano II había perdido sus territorios bávaros tras la batalla de Höchstädt (1704), y el subsiguiente Tratado de Ilbesheim, el rey Luis XIV convenció a su nieto Felipe V para que cediera los Países Bajos al elector desposeído de Baviera, lo que hizo el 22 de junio de 1711 y volvió a confirmar el 2 de enero de 1712. Al finalizar la guerra y recuperar el elector sus propiedades, los Países Bajos españoles pasaron al Sacro Imperio Romano Germánico en 1714 mediante el Tratado de Utrecht.